# Loue (Isle)
Die Loue ist ein Fluss in Frankreich, der in der Region Nouvelle-Aquitaine verläuft. Er entspringt im Gemeindegebiet von Saint-Yrieix-la-Perche, entwässert generell Richtung Südwest und mündet nach rund 51 Kilometern unterhalb von Coulaures als linker Nebenfluss in die Isle.
Auf seinem Weg durchquert die Loue die Départements Haute-Vienne und Dordogne. 

## Orte am Fluss
- Saint-Yrieix-la-Perche
- Angoisse
- Dussac
- Saint-Médard-d’Excideuil
- Excideuil
- Coulaures